# Un dia en la vida de Marlon Bundo
Un dia en la vida de Marlon Bundo (títol original en anglès: A Day in the Life of Marlon Bundo) és un llibre infantil publicat l’any 2018, escrit per Jill Twiss i amb il·lustracions d'EG Keller (pseudònim de Gerald Kelley). L’obra tracta d’un dia fictici a la vida del conill Marlon Bundo, la mascota real de l’exvicepresident dels Estats Units d’Amèrica, Mike Pence. El llibre relata la història d’amor entre el protagonista i el Wesley, un conill del seu mateix sexe. Consisteix en una paròdia del llibre Marlon Bundo's A Day in the Life of the Vice President, també protagonitzat per Marlon Bundo i escrit per Charlotte Pence i il·lustrat per Karen Pence, la filla i la dona de l’exvicepresident.
El llibre, de temàtica pro-LGBTQ, va ser escrit per Jill Twiss (tot i que el mateix conill Marlon Bundo també consta com a co-escriptor), que és guionista del programa de televisió Last Week Tonight amb John Oliver. L’objectiu de l’obra és fer burla de l'exvicepresident Mike Pence per les seves opinions polèmiques contra la comunitat LGBTQ, juntament amb el seu aparent suport a la teràpia de reorientació sexual i l'oposició al matrimoni homosexual. Va sortir a la venda el dia 18 de març de 2018, un dia abans de la publicació de Marlon Bundo's A Day in the Life of the Vice President, al qual fa paròdia. L’audiollibre el protagonitzen les veus de Jim Parsons, Jesse Tyler Ferguson, Jeff Garlin, Ellie Kemper, John Lithgow, Jack McBrayer i RuPaul. L’Alli Brydon, va ser la consulta i editora del llibre i Andrea Miller la que el va dissenyar.
El mateix dia que es va publicar el llibre, John Oliver el va promocionar a l’episodi de Last Week Tonight, que tractava de Mike Pence i de les seves idees sobre qüestions LGBTQ. L’endemà l’obra es va convertir en un best-seller i en número 1 a Amazon tant del llibre físic com electrònic. John Oliver va anunciar que els beneficis del llibre es donarien a The Trevor Project i a AIDS United.

## Història prèvia
Un dia en la vida de Marlon Bundo va ser considerat una paròdia de Marlon Bundo's A Day in the Life of the Vice President. És un llibre infantil escrit per la Charlotte Pence, la filla del Mike Pence, i il·lustrat per la seva dona, Karen Pence. Aquest també tracta d’un dia fictici de la mascota de la família de l'ex vicepresident, però sense incloure els aspectes LGBTQ que apareixen a Un dia a la vida de Marlon Bundo.
El 18 de març de 2018, amb la publicació dels dos llibres es va fer paròdia a Last Week Tonight per tal de donar a conèixer les actituds en contra del col·lectiu LGBTQ declarades anteriorment per Mike Pence. Segons l’editorial, Un dia a la vida de Marlon Bundo és un conte infantil real “sobre la igualtat matrimonial i la democràcia”, i no pas una paròdia “directa” del llibre creat per la filla i la dona de Mike Pence. Twiss va afegir que esperava que el llibre fes ressò entre els nens “que es `poden sentir fora de lloc o que tenen una família diferent de la dels seus amics”. Malgrat això, conté algunes referències molt directes a Mike Pence, amb el personatge de Marlon Bundo afirmant que ell “no és gaire divertit” i un personatge dolent que és una panerola amb un pentinat molt semblant al que té l’exvicepresident.

## Argument
El Marlon Bundo és un conill blanc i negre que porta una corbata de coloraines. Viu als jardins de l'Observatori Naval dels Estats Units, ja que el seu avi és l'exvicepresident dels EUA, el Mike Pence.El protagonista s'avorreix i se sent sol, però aquell mateix matí coneix al Wesley, un altre conill marró i amb ulleres. Passen tot el dia junts saltant per la casa i el jardí. Decideixen casar-se perquè cap dels dos vol tornar a saltar sense la companyia de l'altre.Després de la decisió, els van a explicar als seus amics, els altres animals que també viuen al jardí. Tots se n'alegren moltíssim menys un. Una panerola que és coneguda com una "bestiola pudent" que ho controla tot i és la més important de tots els animals. Aquesta té alguns trets similars al físic de Mike Pence, ja que té el cabell blanc i pentinat de la mateixa manera que ell i vesteix amb un vestit d'home i corbata. La panerola els crida i els diu que no es poden casar perquè "els conills mascles només poden casar-se amb conilles femelles". També afegeix que són diferents i que "allò que és diferent és dolent". Els altres animals que són presents parlen i diuen que cadascun d'ells és diferent a la seva manera.Per aquest motiu, decideixen votar si la "bestiola pudent" hauria de continuar manant o no, i després de la votació és expulsat. Finalment, el Marlon i el Wesley es casen i tots els animals són convidats. La història acaba quan se'n van a dormir esperant la seva "lluna de conill".

## Recepció i crítica
Un dia després de la publicació, el llibre ja era número 1 en vendes a Amazon.A continuació, es va esgotar a Amazon i durant tres setmanes va estar a la llista de llibres il·lustrats més venuts del New York Times. En aquesta mateixa llista, Marlon Bundo's A Day in the Life of the Vice President es va quedar en setena posició mentre que Un dia a la vida de Marlon Bundo va ser el número 1. En general, va tenir molt més èxit aquest que el dels Pence, tant en versió física com electrònica. L'obra també va rebre un gran nombre de ressenyes i comentaris a Amazon, quasi tots positius.
Malgrat això i tots els successos, l'Associació Americana de Biblioteques, va anunciar que va ser el dinovè llibre més prohibit i desafiat als Estats Units entre l’any 2010 i 2019. Per aquest motiu es va sol·licitar la seva retirada de les col·leccions de diverses biblioteques en diferents ocasions. El llibre va situar-se entre els deu llibres més impugnats entre el 2018 i 2019, a causa del seu contingut LGBTQIA+, pel seu “possible efecte a qualsevol jove que el llegís”, per la preocupació que fos sexualment explícit i abusiu, així com pels seus punts de vista polítics i religiosos.El llibre no va ser reconegut amb cap premi.